# Euroliga Femenina 2019-20
La Euroliga Femenina 2019–20 es la 62.ª edición de este campeonato europeo femenino de baloncesto organizado por la FIBA, y es la 24.ª edición desde que se renombró a Euroliga Femenina.
Con motivo de la pandemia de enfermedad por coronavirus de 2020, FIBA Europa decidió suspender indefinidamente y sin reanudar hasta el final de la temporada actual de clubes todos los partidos de las competiciones organizadas por FIBA Europa (Euroliga Femenina, Copa Europea Femenina de la FIBA y Copa Europea de la FIBA). En función de cómo evolucione la situación con la pandemia y siguiendo las decisiones futuras de la FIBA sobre las competiciones de baloncesto, la Junta tomará las decisiones necesarias con respecto al estado de la edición 2019-20 de estas competiciones. Ya no se completaron los cuartos de final y quedó, por el momento, el título desierto para la temporada 2019-20.

## Equipos
Un total de 19 equipos de 11 países participan en la Euroliga Femenina de 2019–20. (EF: actuales campeonas de la Euroliga Femenina):
| Liga regular               | Liga regular                 | Liga regular               |
| -------------------------- | ---------------------------- | -------------------------- |
| Castors Braine (1.º)       | Famila Schio (1.º)           | Spar Citylift Girona (1.º) |
| USK Praha (1.º)            | TTT Riga (1.º)               | Fenerbahçe (1.º)           |
| Lyon ASVEL Féminin (1.º)   | UMMC EkaterinburgEF (1.º)    | Çukurova Basketbol (2.º)   |
| Tango Bourges Basket (3.º) | Dynamo Kursk (2.º)           |                            |
| Sopron Basket (1.º)        | Nadezhda Orenburg (3.º)      |                            |
| Fase previa                |                              |                            |
| BLMA (2.º)                 | Aluinvent DVTK Miskolc (2.º) | Arka Gdynia (3.º)          |
| Olympiacos (1.º)           | Reyer Venezia (3.º)          | Botaş SK (3.º)             |

## Calendario
El calendario de la competición que se seguirá es el siguiente:
| Fase             | Ronda                     | Sorteo              | Fechas                     |
| ---------------- | ------------------------- | ------------------- | -------------------------- |
| Fase previa      | Ida                       | 23 de julio de 2019 | 25 de septiembre de 2019   |
| Fase previa      | Vuelta                    | 23 de julio de 2019 | 2 de octubre de 2019       |
| Liga regular     | Jornada 1                 | 23 de julio de 2019 | 16–17 de octubre de 2019   |
| Liga regular     | Jornada 2                 | 23 de julio de 2019 | 23–24 de octubre de 2019   |
| Liga regular     | Jornada 3                 | 23 de julio de 2019 | 30–31 de octubre de 2019   |
| Liga regular     | Jornada 4                 | 23 de julio de 2019 | 6–7 de noviembre de 2019   |
| Liga regular     | Jornada 5                 | 23 de julio de 2019 | 27–28 de noviembre de 2019 |
| Liga regular     | Jornada 6                 | 23 de julio de 2019 | 4–5 de diciembre de 2019   |
| Liga regular     | Jornada 7                 | 23 de julio de 2019 | 11–12 de diciembre de 2019 |
| Liga regular     | Jornada 8                 | 23 de julio de 2019 | 18–19 de diciembre de 2019 |
| Liga regular     | Jornada 9                 | 23 de julio de 2019 | 8–9 de enero de 2020       |
| Liga regular     | Jornada 10                | 23 de julio de 2019 | 15–16 de enero de 2020     |
| Liga regular     | Jornada 11                | 23 de julio de 2019 | 22–23 de enero de 2020     |
| Liga regular     | Jornada 12                | 23 de julio de 2019 | 28 de enero de 2020        |
| Liga regular     | Jornada 13                | 23 de julio de 2019 | 19–20 de febrero de 2020   |
| Liga regular     | Jornada 14                | 23 de julio de 2019 | 26 de febrero de 2020      |
| Cuartos de final | Primer partido            | 23 de julio de 2019 | 11 de marzo de 2020        |
| Cuartos de final | Segundo partido           | 23 de julio de 2019 | 18 de marzo de 2020        |
| Cuartos de final | Tercer partido (eventual) | 23 de julio de 2019 | 25 de marzo de 2020        |
| Final Four       | Semifinales               | 23 de julio de 2019 | 17 de abril de 2020        |
| Final Four       | Final                     | 23 de julio de 2019 | 19 de abril de 2020        |

### Sorteo
El sorteo se celebró el 23 de julio de 2010, en la sede de la FIBA en Múnich, Alemania. Los 16 equipos fueron agrupados en 8 bombos, con base en sus actuaciones en las competiciones europeas en las últimas tres temporadas. Entonces, se sortearon en dos grupos de ocho equipos.
| Bombo 1                        | Bombo 2                   | Bombo 3                            | Bombo 4                        |
| ------------------------------ | ------------------------- | ---------------------------------- | ------------------------------ |
| UMMC Ekaterinburg Dynamo Kursk | ZVVZ USK Praha Fenerbahçe | Sopron Basket Tango Bourges Basket | Famila Schio Nadezhda Orenburg |

| Bombo 5                       | Bombo 6                           | Bombo 7                                    | Bombo 8                                         |
| ----------------------------- | --------------------------------- | ------------------------------------------ | ----------------------------------------------- |
| TTT Riga Spar Citylift Girona | Castors Braine Lyon ASVEL Féminin | Çukurova Basketbol Ganador clasificación A | Ganador clasificación B Ganador clasificación C |

## Fase previa de clasificación
| Equipo 1               | Agr.    | Equipo 2      | Ida   | Vuelta |
| ---------------------- | ------- | ------------- | ----- | ------ |
| Botaş SK               | 147–172 | Arka Gdynia   | 72–88 | 75–84  |
| Olympiacos             | 130–152 | BLMA          | 63–66 | 67–86  |
| Aluinvent DVTK Miskolc | 153–156 | Reyer Venezia | 85–75 | 68–81  |

## Liga regular
La liga regular comenzó el 16 de octubre de 2019 y finalizará el 26 de febrero de 2020. En cada grupo, los primeros cuatro equipos se clasifican para los cuartos de final, y el quinto y el sexto pasan a los cuartos de final de la Copa Europea Femenina de la FIBA 2019-20. Los criterios de desempate son: 1) Puntos; 2) Enfrentamientos directos; 3) Puntos de diferencia directos; 4) Puntos de diferencia en el grupo; 5) Puntos anotados; 6) Suma de cocientes de puntos anotados y puntos permitidos en cada partido de la temporada regular.

### Grupo A
| Pos. | Equipo                  | PJ | G  | P  | GF   | GC   | DG   | Pts | Clasificación                   |  | EKA    | USK    | NAD   | BOU   | VEN   | CAS    | CUK    | TTT   |
| ---- | ----------------------- | -- | -- | -- | ---- | ---- | ---- | --- | ------------------------------- |  | ------ | ------ | ----- | ----- | ----- | ------ | ------ | ----- |
| 1    | UMMC Ekaterinburg       | 14 | 13 | 1  | 1258 | 853  | +405 | 27  | Avanzan a los Cuartos de final  |  |        | 88–65  | 89–67 | 86–47 | 97–44 | 101–73 | 112–37 | 87–67 |
| 2    | ZVVZ USK Praha          | 14 | 12 | 2  | 1199 | 846  | +353 | 26  | Avanzan a los Cuartos de final  |  | 67–74  |        | 87–63 | 82–64 | 89–57 | 102–62 | 82–28  | 98–48 |
| 3    | Nadezhda Orenburg       | 14 | 9  | 5  | 938  | 911  | +27  | 23  | Avanzan a los Cuartos de final  |  | 50–71  | 67–86  |       | 74–65 | 78–51 | 62–55  | 74–64  | 69–61 |
| 4    | Tango Bourges Basket    | 14 | 8  | 6  | 969  | 961  | +8   | 22  | Avanzan a los Cuartos de final  |  | 51–87  | 64–93  | 66–57 |       | 68–45 | 80–59  | 92–62  | 79–75 |
| 5    | Reyer Venezia           | 14 | 5  | 9  | 800  | 961  | −161 | 19  | Transferidos a la EuroCup Women |  | 61–86  | 50–77  | 61–63 | 73–63 |       | 58–75  | 70–61  | 20–0  |
| 6    | Castors Braine          | 14 | 3  | 11 | 924  | 1073 | −149 | 17  | Transferidos a la EuroCup Women |  | 79–87  | 65–89  | 47–80 | 63–72 | 58–61 |        | 90–59  | 76–71 |
| 7    | Gelecek Koleji Çukurova | 14 | 3  | 11 | 787  | 1177 | −390 | 17  | Eliminados                      |  | 56–112 | 50–109 | 53–69 | 50–88 | 86–81 | 70–60  |        | 60–55 |
| 8    | TTT Riga                | 14 | 3  | 11 | 866  | 959  | −93  | 16  | Eliminados                      |  | 89–81  | 66–73  | 55–65 | 55–70 | 60–68 | 81–62  | 83–51  |       |

 Fuente: FIBA
Notas:
1. ↑  Debido a que no se presentaron en un partido, el TTT Riga perdió por 20–0 y no recibió ningún punto en la clasificación.[4]

### Grupo B
| Pos. | Equipo                 | PJ | G  | P  | GF   | GC   | DG   | Pts | Clasificación                   |  | FEN   | ASV   | FAM   | BLM   | KUR   | GIR   | SOP   | GDY   |
| ---- | ---------------------- | -- | -- | -- | ---- | ---- | ---- | --- | ------------------------------- |  | ----- | ----- | ----- | ----- | ----- | ----- | ----- | ----- |
| 1    | Fenerbahçe Öznur Kablo | 14 | 11 | 3  | 1003 | 838  | +165 | 25  | Avanzan a los Cuartos de final  |  |       | 82–67 | 58–43 | 74–58 | 76–55 | 86–82 | 70–52 | 68–48 |
| 2    | LDLC ASVEL Féminin     | 14 | 8  | 6  | 1020 | 984  | +36  | 22  | Avanzan a los Cuartos de final  |  | 78–65 |       | 85–48 | 78–77 | 84–59 | 89–67 | 62–59 | 71–87 |
| 3    | Famila Schio           | 14 | 8  | 6  | 794  | 793  | +1   | 22  | Avanzan a los Cuartos de final  |  | 54–75 | 69–59 |       | 65–60 | 70–53 | 58–55 | 20–0  | 51–47 |
| 4    | BLMA                   | 14 | 7  | 7  | 969  | 980  | −11  | 21  | Avanzan a los Cuartos de final  |  | 76–74 | 80–73 | 60–73 |       | 76–64 | 45–57 | 53–66 | 85–79 |
| 5    | Dynamo Kursk           | 14 | 7  | 7  | 957  | 993  | −36  | 21  | Transferidos a la EuroCup Women |  | 54–73 | 79–64 | 70–65 | 78–90 |       | 76–64 | 78–47 | 64–58 |
| 6    | Spar Citylift Girona   | 14 | 6  | 8  | 904  | 913  | −9   | 20  | Transferidos a la EuroCup Women |  | 57–62 | 63–65 | 65–53 | 56–55 | 79–61 |       | 64–58 | 70–68 |
| 7    | Sopron Basket          | 14 | 6  | 8  | 803  | 846  | −43  | 19  | Eliminados                      |  | 62–60 | 67–53 | 59–51 | 70–77 | 61–74 | 66–56 |       | 59–61 |
| 8    | Arka Gdynia            | 14 | 3  | 11 | 926  | 1029 | −103 | 17  | Eliminados                      |  | 52–80 | 82–92 | 47–74 | 73–77 | 86–92 | 71–69 | 67–77 |       |

 Fuente: FIBA
Notas:
1. ↑  Debido a que no se presentaron en un partido, el Sopron Basket perdió por 20–0 y no recibió ningún punto en la clasificación.[4]

## Cuartos de final
| Equipo 1               | Series | Equipo 2           | 1.er partido | 2.º partido | 3.er partido |
| ---------------------- | ------ | ------------------ | ------------ | ----------- | ------------ |
| UMMC Ekaterinburg      | A      | BLMA               | Suspendido   | Suspendido  | Suspendido   |
| LDLC ASVEL Femenino    | 0–1    | Nadezhda Oremburgo | 78–80        | Suspendido  | Suspendido   |
| ZVVZ USK Praha         | C      | Famila Schio       | Suspendido   | Suspendido  | Suspendido   |
| Fenerbahçe Öznur Kablo | 1–0    | Bourges Basket     | 84–75        | Suspendido  | Suspendido   |

### Primer partido
| 11 de marzo de 2020 | UMMC Ekaterinburg | vs.     | BLMA | Verkhnyaya Pyshma            |  |
| 19:00 (UTC+5)       |                   |         |      |                              |  |
|                     |                   | Reporte |      | Pabellón: UMMC Sports Palace |  |

| 11 de marzo de 2020 | Fenerbahçe Öznur Kablo                                      | 84–75 (Series: 1–0)                   | Tango Bourges Basket                                      | Istanbul |  |
| 19:30 (UTC+3)       | Parciales: 31–14, 17–15, 20–19, 16–22                       | Parciales: 31–14, 17–15, 20–19, 16–22 | Parciales: 31–14, 17–15, 20–19, 16–22                     | |  |
|                     | Estadísticas Williams 30 Williams 14 Iagupova 8 Williams 38 | Reporte Pts Reb Asts Val              | Estadísticas Dabović 20 Coleman 10 Eldebrink 5 Coleman 20 | Pabellón: Metro Energy Sports Hall Árbitros: Aleksandar Milojević (MKD), Esperanza Mendoza (ESP), Nemanja Ninković (SRB) |  |

| 11 de marzo de 2020 | ZVVZ USK Praha | vs.     | Famila Schio | Prague                   |  |
| 19:00 (UTC+1)       |                |         |              |                          |  |
|                     |                | Reporte |              | Pabellón: Královka Arena |  |

| 11 de marzo de 2020 | LDLC ASVEL Féminin                                   | 78–80 (Series: 0–1)                   | Nadezhda Orenburg                                                                                     | Lyon                                                                                                   |  |
| 20:00 (UTC+1)       | Parciales: 13–15, 17–25, 16–15, 32–25                | Parciales: 13–15, 17–25, 16–15, 32–25 | Parciales: 13–15, 17–25, 16–15, 32–25                                                                 | |  |
|                     | Estadísticas Johannès 24 Clark 8 Allemand 4 Clark 26 | Reporte Pts Reb Asts Val              | Estadísticas Raincock-Ekunwe, Shilova 19 Raincock-Ekunwe 11 Verameyenka, Wheeler 7 Raincock-Ekunwe 29 | Pabellón: Gymnase Mado Bonnet Árbitros: Özlem Yalman (TUR), Nikolaos Somos (GRE), Alexandra Stan (ROU) |  |

## Final four
|  | Semifinales 17 de abril | Semifinales 17 de abril |  |  | Final 19 de abril | Final 19 de abril |
|  |                         |                         |  |  |                   |                   |
|  |                         |                         |  |  |                   |                   |
|  |                         |                         |  |  |                   |                   |
|  | Ganador Cuartos A       |                         |  |  |                   |                   |
|  |                         |                         |  |  |                   |                   |
|  | Ganador Cuartos B       |                         |  |  |                   |                   |
|  | Ganador Semi 1          |                         |  |  |                   |                   |
|  |                         |                         |  |  |                   |                   |
|  |                         | Ganador Semi 2          |  |  |                   |                   |
|  | Ganador Cuartos C       |                         |  |  |                   |                   |
|  |                         |                         |  |  |                   |                   |
|  | Ganador Cuartos D       |                         |  |  |                   |                   |
|  | Tercer lugar            |                         |  |  |                   |                   |
|  |                         |                         |  |  |                   |                   |
|  |                         |                         |  |  |                   |                   |
|  |                         |                         |  |  |                   |                   |
|  | Perdedor Semi 1         |                         |  |  |                   |                   |
|  |                         |                         |  |  |                   |                   |
|  | Perdedor Semi 2         |                         |  |  |                   |                   |

### Semifinales
| 17 de abril de 2020, --:-- (UTC+2) | Ganador Cuartos A | vs. | Ganador Cuartos B |                       |
|                                    |                   |     |                   |                       |
|                                    |                   |     |                   | Pabellón: Por definir |

| 17 de abril de 2020, --:-- (UTC+2) | Ganador Cuartos C | vs. | Ganador Cuartos D |                       |
|                                    |                   |     |                   |                       |
|                                    |                   |     |                   | Pabellón: Por definir |

### Tercer lugar
| 19 de abril de 2020, --:-- (UTC+2) | Perdedor Semi 1 | vs. | Perdedor Semi 2 |                       |
|                                    |                 |     |                 |                       |
|                                    |                 |     |                 | Pabellón: Por definir |

### Final
| 19 de abril de 2020, --:-- (UTC+2) | Ganador Semi 1 | vs. | Ganador Semi 2 |                       |
|                                    |                |     |                |                       |
|                                    |                |     |                | Pabellón: Por definir |

|                                                                                         | Equipo              | J | G | P | PF | PC | DP | Puntos |
| --------------------------------------------------------------------------------------- | ------------------- | - | - | - | -- | -- | -- | ------ |
| 1                                                                                       | Dynamo Kursk        | 0 | 0 | 0 | 0  | 0  | 0  | 0      |
| 2                                                                                       | Perfumerías Avenida | 0 | 0 | 0 | 0  | 0  | 0  | 0      |
| 3                                                                                       | Ganador PC1         | 0 | 0 | 0 | 0  | 0  | 0  | 0      |
| 4                                                                                       | Nadezhda Orenburg   | 0 | 0 | 0 | 0  | 0  | 0  | 0      |
| Fuente: FIBA: Clasificación de la Euroliga Femenina - Grupo A; actualización automática |                     |   |   |   |    |    |    |        |

} Ganador PC1}} || 0 || 0 || 0 || 0 || 0 || 0 || 0
|- style="background:#C0FF65;"
| 4 ||  Nadezhda Orenburg || 0 || 0 || 0 || 0 || 0 || 0 || 0
|- class="sortbottom" style="text-align: center"
| colspan="9" | Fuente: FIBA: Clasificación de la Euroliga Femenina - Grupo A; actualización automática
|}

## Galardones
Se listan los galardones oficiales de la Euroliga Femenina 2019–20.

### Jugadora de la jornada
Liga regular
| Jornada | Jugadora             | Equipo                     | Val. | Ref.   |
| ------- | -------------------- | -------------------------- | ---- | ------ |
| 1       | Alina Iagupova       | Fenerbahçe Öznur Kablo     | 29   | [ 5 ]  |
| 2       | Maria Vadeeva        | UMMC Ekaterinburg          | 39   | [ 6 ]  |
| 3       | Stephanie Mavunga    | BLMA                       | 40   | [ 7 ]  |
| 4       | Alina Iagupova (2)   | Fenerbahçe Öznur Kablo (2) | 41   | [ 8 ]  |
| 5       | Romane Bernies       | BLMA (2)                   | 28   | [ 9 ]  |
| 5       | Cristina Ouviña      | ZVVZ USK Praha             | 28   | [ 9 ]  |
| 6       | Celeste Trahan-Davis | Castors Braine             | 36   | [ 10 ] |
| 7       | Alyssa Thomas        | ZVVZ USK Praha (2)         | 45   | [ 11 ] |
| 8       | Alyssa Thomas (2)    | ZVVZ USK Praha (3)         | 40   | [ 12 ] |
| 9       |                      |                            |      |        |
| 10      |                      |                            |      |        |
| 11      |                      |                            |      |        |
| 12      |                      |                            |      |        |
| 13      |                      |                            |      |        |
| 14      |                      |                            |      |        |